# 김진세
김진세(金鎭世, 1942년 11월 29일 ~)는 대전고등검찰청 검사장을 역임한 법조인이다. 3남 1녀 중에 차남으로 부인 홍성인과 사이에 1남 2녀 자녀가 있다.  법무법인 송백 변호사로 재직하고 있다.

## 생애
1942년 강원도 울진군에서 태어나 울진중학교와 춘천고등학교, 서울대학교 법학과를 졸업하고 1967년 제7회 사법시험에서 수석으로 합격하였다. 사법시험 합격자가 제6회에서 17명, 제8회에서 80명이었던 것과 달리 5명만 합격했던 제7회에서 원정일, 심재륜과 함께 검찰에 지원하여 부산지검과 서울지검을 거치며 70년대 소매치기 전문검사로 이름을 알렸다. 사법시험에서 수석 합격한 사람이 판사를 지원하던 관례를 깨고 처음으로 검사를 지원했다. 7회 동기생 중에서 검사장 승진 때까지는 선두주자였으나 검찰 요직인 법무부 검찰국장에서 부산지방검찰청 검사장으로 내려갔으며 1997년 8월 인사에선 동기생 중에 유일하게 고등검찰청 검사장 승진에서 탈락했다.
김진세는 2003년 1월 '사법연수원'에 기고한 ‘검찰 개혁’논문에서 "프랑스 등 서구 국가와 일본의 경우 고검장에게 관내 검사의 보직권 등 일정 범위의 인사권을 주고 있다"며 "중앙집권식 인사는 이제 한계점에 도달했다"고 하면서 "검찰인사권을 고검장과 검사장 등 하부로 위임해야 한다"고 주장했다.
재경춘천고동창회(회장 손선규ㆍ한국부동산연구원장)로부터 2007년 12월 7일에 '재경 춘천고 송년의 밤' 행사에서 모교를 빛낸 자랑스런 동문에게 수여하는 ‘2007년도 상록대상’ 특별공로부문상을 받았다.
1999년에 법무법인 율촌 대표 변호사를 맡다가 2005년 3월 1일에 서울시 종로구 내수동 용비어천가 오피스텔에서 변호사 사무실을 개업하고 활동하면서 중앙대학교 법학전문대학원에서 형사소송법 초빙교수로 재임하던 2005년 3월에 김진세는 "학교에서 학생들을 가르치는데 보람을 느끼고, 춘천고 동문 등 지인들을 만나 옛 얘기를 하는 재미로 지내고 있다"고 했다.
여성 월간지 레이디 경향에서 김진세의 인터뷰_긍정의 힘을 연재했다.
1970년대 서울지방검찰청 검사로 재직할 때 검거한 소매치기인 김성준 (권투 선수)을 선도해 프로복싱 세계 챔피언으로 이끌었을 뿐만 아니라 후원회장을 맡기도 했던 원정일은 인사동 화랑가와 연주회 등을 자주 찾았다.
서울지방검찰청 검사로 재직하던 1987년 7월 13일에 이한열 사망 사건과 관련하여 수사를 맡았다.

## 경력
- 부산지방검찰청 검사
- 서울지방검찰청 검사
- 법무부 법무과장
- 서울지방검찰청 형사2부 부장검사
- 부산지방검찰청 제1차장검사
- 부산지방검찰청 울산지청 지청장
- 1993년 9월 21일 ~ 1994년 9월 15일 제37대 춘천지방검찰청 검사장
- 대검찰청 강력부장
- 법무부 검찰국 국장
- 1997년 1월 23일 ~ 1998년 3월 22일 제39대 부산지방검찰청 검사장
- 1998년 3월 19일 ~ 1999년 6월 3일 제7대 대전고등검찰청 검사장
- 법무법인 율촌 대표 변호사
- 중앙대학교 법학전문대학원 초빙 교수
- 법무법인 송백 변호사

## 저서
- 1999년 <한국사회 무엇이 문제인가>
- 2003년 <미완성의 토론>